# Wiesbadener Manifest
Das Wiesbadener Manifest war eine Erklärung, die US-amerikanische Kunstschutzoffiziere (sog. Monuments Men) am 7. November 1945 verfassten, um nach dem Ende des Zweiten Weltkrieges gegen die Verbringung von Kunstschätzen aus deutschen Museen in die Vereinigten Staaten zu protestieren.

## Geschichte
Anlass des Wiesbadener Manifestes war der am 6. November 1945 an Walter Farmer, den Direktor des Central Collecting Point (Zentrale Sammelstelle) für Kunstwerke in Wiesbaden, per Telegramm ergangene Befehl, einen Transport von 200 Gemälden aus der Berliner Gemäldegalerie sowie zwei Gemälden aus der Nationalgalerie Berlin in die USA vorzubereiten. Unter den ausgewählten hochwertigen Gemälden befanden sich unter anderem Werke von Tizian, Sandro Botticelli, Rembrandt van Rijn, Peter Paul Rubens und Lucas Cranach. Walter Farmer initiierte daraufhin ein Treffen der in Europa stationierten US-amerikanischen Kunstschutzoffiziere, von denen 32 an der Zusammenkunft teilnahmen, während drei nicht rechtzeitig erreicht werden konnten. Alle anwesenden Offiziere unterzeichneten eine Erklärung, in der sie ihre Ablehnung des Vorhabens zum Ausdruck brachten. Eine der zentralen Aussagen dieser Protestnote lautete:

“We wish to state that, from our own knowledge, no historical grievance will rankle so long or be the cause of so much justified bitterness as the removal for any reason of a part of the heritage of any nation even if that heritage may be interpreted as a prize of war.”

„Wir möchten darauf hinweisen, dass unseres Wissens keine historische Kränkung so langlebig ist und soviel gerechtfertigte Verbitterung hervorruft wie die aus welchen Gründen auch immer erfolgte Wegnahme eines Teils des kulturellen Erbes einer Nation, selbst wenn dieses Kulturerbe als Kriegsbeute betrachtet werden könnte.“

Durch die Erklärung konnte der Abtransport der Kunstwerke, der mit deren Sicherung in der National Gallery of Art in Washington, D.C. begründet wurde, nicht verhindert werden. Die Veröffentlichung der Erklärung in amerikanischen Zeitungen, darunter in der New York Times, im Januar und Februar 1946 führte jedoch zu kontroversen Diskussionen in den USA und zu Protesten von Mitarbeitern US-amerikanischer Museen beim damaligen Präsidenten Harry S. Truman. Die Gemälde wurden schließlich nach einer Ausstellung in 13 amerikanischen Städten im April 1949 nach Deutschland zurückgebracht.
Walter Farmer erhielt für seinen Einsatz 1996 das Große Verdienstkreuz der Bundesrepublik Deutschland.